# Myśliczek dwukoniec
Myśliczek dwukoniec (Stenus tarsalis) – gatunek chrząszcza z rodziny kusakowatych i podrodziny myśliczków (Steninae).
Gatunek ten został opisany w 1810 roku przez Svena Ingemara Ljungha.
Chrząszcz o ciele długości od 3,5 do 4,5 mm, porośniętym srebrzystoszarym owłosieniem. Przedplecze jest dłuższe niż szerokie. Słabo wypukłe, jednobarwne pokrywy są ledwo co szersze od głowy. Obrys odwłoka ma prawie równoległe boki. Na piątym i szóstym tergicie odwłoka odległości między punktami są mniejsze niż ich średnice. Odnóża są ubarwione czarno, tylko wyjątkowo mają brunatne uda. Stopy mają silnie, sercowato wcięty czwarty człon. W aparacie kopulacyjnym samca paramery są niewiele dłuższe niż prącie. Od podobnego S. oscillator samiec wyróżnia się szóstym sternitem odwłoka wciętym pośrodku tylnej krawędzi.
Owad palearktyczny, w Europie rozprzestrzeniony od środkowych Włoch na południu aż daleko poza koło podbiegunowe na północy, a poza Europą znany z Maroka, Algierii, Tunezji, Gruzji i Azerbejdżanu. Występuje od nizin po piętro subalpejskie. W Polsce pospolity. Zasiedla pobrzeża wód, wilgotne łąki, śródleśne polany i torfowiska.